# 田晓菲
田晓菲（英語：Tian Xiaofei，1971年10月30日—），筆名宇文秋水，中国学者、作家，山东临清人，哈佛大学东亚系中国文学教授。

## 生平
1971年出生于哈尔滨。13岁即被北京大学破格录取，1989年毕业。1991年获美国内布拉斯加大学林肯分校英国文学硕士学位，1998年获得哈佛大学比较文学博士学位。
1998-2000年之间，曾先后在柯盖德大学和康奈尔大学执教。2006年，以35岁之齡成为哈佛大学东亚系最年轻的正教授。
1999年7月与美国汉学家宇文所安结婚。
田氏主要从事中古文学与文化、手抄本文化、宫廷文化以及近现代中国和文革文学研究，曾获哈佛大学2012年度「卡波特奖」。兩度出任哈佛大学东亚地域研究院（Regional Studies East Asia Program）主任。获得2016年度哈佛大學文理研究学院门德尔松优秀导师奖、2019–2020年度美国学术团体协会(ACLS) 孟旦百年中國藝術人文研究課題獎，2023-2024年度德国洪堡研究奖。现任美国学术刊物《中国中古研究》主编，"中华人文经典" （Library of Chinese Humanities）翻译系列编委，哈佛大学费正清中国研究中心执行委员会和顾问委员会委员，哈佛大学东亚中心出版社执行委员会和顾问委员会委员，等等。

## 作品

### 学术类专著
- 《秋水堂论金瓶梅》（2003年）
- 《尘几录：陶渊明与手抄本文化》（英文版2005年；中文/增扩版：北京中华书局2007年；2006年度美国CHOICE”杰出学术著作奖”得獎作品）
- 《烽火與流星：蕭梁王朝的文學與文化》（英文版2006年；中文版：北京中华书局2009年）
- 《神游：中国中古早期与十九世纪的行旅写作》（2011年）
- 《赤壁之戟：建安与三国》（2017年）

### 文学游记与文化随笔
- 《赭城》（2006年）
- 《留白》（2010年）

### 中文譯著
- 《“萨福”：一个欧美文学传统的生成》（2003年）
- 《后现代主义与大众文化》（2006年）
- 《他山的石头记：宇文所安自选集》（2006年）

### 英文譯著
- The World of a Tiny Insect: A Memoir of the Taiping Rebellion and Its Aftermath（《微虫世界：一部太平天国的回忆录》；2016年美國亞洲研究協會首屆「韓南翻譯獎」得獎作品）
- Family Instructions for the Yan Clan and Other Works by Yan Zhitui (531–590s) 颜之推集（含《颜氏家训》；2021年）

### 编著
- Reading Du Fu: Nine Views （《九家读杜诗》，2020年）

### 合作编著
- Literary History in and beyond China: Reading Text and World （《中国内外的文学史：阅读文本与世界》，2023年）
- 《牛津中国古典文学手册（公元前1000年－公元900年）》

### 其他
- 《剑桥中国文学史》上卷第三章“东晋－初唐”
- 《牛津中国现代文学手册》“浩然与文革”章节

## 外部連結
- 哈佛大学官网田晓菲简介 （页面存档备份，存于）